# IC 1797
IC 1797 ist eine spiralförmigen Radiogalaxie vom Hubble-Typ SBc im Sternbild Widder nördlich der Ekliptik. Sie ist schätzungsweise 188 Millionen Lichtjahre von der Milchstraße entfernt und hat einen Durchmesser von etwa 60.000 Lichtjahren. Vom Sonnensystem aus entfernt sich die Galaxie mit einer errechneten Radialgeschwindigkeit von näherungsweise 4.100 Kilometern pro Sekunde.
Sie ist Teil der elf Mitglieder zählenden Lyons Groups of Galaxies LGG 61 um NGC 976.
Im selben Himmelsareal befinden sich unter anderem die Galaxien NGC 924, PGC 9313, PGC 212977.
Das Objekt wurde am 16. Januar 1896 vom französischen Astronomen Stéphane Javelle entdeckt.